# Karnes City
La ville de Karnes City est le siège du comté de Karnes, dans l’État du Texas, aux États-Unis. Sa population, qui s’élevait à 3 042 habitants lors du recensement de 2010, est estimée à 3 396 habitants en 2018.

## Histoire
Karnes City, comme le comté, porte le nom de Henry W. Karnes, une figure de la révolution texane. Elle est le siège du comté depuis 1893, date à laquelle le siège a été transféré de Helena, aujourd’hui une ville morte, à Karnes City.

## Source
- (en) Cet article est partiellement ou en totalité issu de l’article de Wikipédia en anglais intitulé « Karnes City, Texas » (voir la liste des auteurs).

1. ↑  (en) « Population and Housing Unit Estimates » (consulté le 21 novembre 2019)
2. ↑  (en) « Census of Population and Housing », Census.gov (consulté le 4 juin 2015)